# 334 Чикаго
334 Чика́го (334 Chicago) — астероїд зовнішнього головного поясу, відкритий 23 серпня 1892 року Максом Вольфом.
Тіссеранів параметр щодо Юпітера — 3,061.